# Hans Alfred Steger
Hans Alfred Steger (* 31. Juli 1926 in Bietigheim; † 29. Juni 2009 in Dernbach) war ein deutscher Diplomat.

## Schule, Kriegsdienst und Studium
Hans Alfred Steger ist der Sohn von Alfred Steger und wuchs in Oppenheim auf. Er besuchte das Gymnasium in Mainz; schon während der Oberstufenzeit musste er bei der Flugabwehr ab 1943 in der Luftwaffe dienen. Danach kam er zum Arbeitsdienst und wurde noch 1945 zum Wehrdienst als Soldat eingezogen. Im Jahre 1946 bestand er die Prüfung zum Abitur und begann ein Studium der Geschichtswissenschaft in Mainz und Marburg mit den Nebenfächern Staats- und Völkerrecht, Theologie und den Rechtswissenschaften. Von 1951 bis 1952 war er in Paris zum Zwecke eines zusätzlichen Studiums. In diesen beiden Jahren unterrichtete er auch als Lehrer für deutsche Sprache.

## Promotion und Vorbereitung zum Auswärtigen Dienst
Bei seinen Studien, die 1952 endeten, widmete er sich auch der türkischen und arabischen Sprache. Unterricht hatte er später bei Annemarie Schimmel, mit der er lebenslang befreundet war. Die folgenden Jahre dienten der Abfassung einer Doktorarbeit; 1955 erlangte er die Promotion zum Dr. phil. mit dem Thema  Deutsche Weltpolitik bei Hans Delbrück 1895–1918 in Marburg. Im Jahre 1955 nahm er eine Tätigkeit im Auswärtigen Dienst auf. Die nächsten drei Jahre führten ihn auf verschiedene Posten, wobei er von 1957 bis 1958 in der Türkei verweilte.

## Tätigkeiten in ausländischen Vertretungen
Als sein Vorbereitungsdienst abgeschlossen war, wurde er 1958 zum Legationssekretär ernannt. Danach wurde er nach Amman versetzt, wo er von 1959 bis 1961 tätig war. Es folgte der Dienst als Legationsrat in Tripolis. Seine Kenntnisse der arabischen Sprache konnte er ab September 1963 an der Universität von Beirut vertiefen. Von Oktober 1964 bis Mai 1965 war er als Botschafter in der arabischen Republik von Nordjemen tätig. Anschließend kam er im Jahre 1969 nach Paris zur deutschen Botschaft.
Kurz danach wurde er nach Bonn in die Zentrale des Auswärtigen Dienstes versetzt, wo er sich mit Fragen Westeuropas beschäftigte. Er leitete den Stab, der die Einrichtung einer Botschaft in der Volksrepublik China übernahm. Ab dem 1. Dezember 1972 wirkte er dort als Geschäftsträger der Botschaft und leitete dort mit dem Gesandten Heinrich Röhreke die politische Abteilung. Ab 1975 kam er wieder in die Zentrale nach Bonn und führte dort bis 1980 das Referat für Süd- und Südostasien, wo er u. a. an der Gründung des ASEAN mitwirkte. Er wurde dann Botschafter für Neuseeland und führte daneben die deutsche diplomatische Vertretung in mehreren pazifischen Inselstaaten.
Von Anfang 1985 bis zum Herbst 1987 wirkte er als Botschafter in Bulgarien. Danach wurde er, durch Vermittlung seines Schwagers Andreas Meyer-Landrut, Botschafter in Ungarn, um im Frühjahr 1989 in den Ruhestand zu treten. Seine letzten Jahre verbrachte er in Steimel (Westerwald).

## Schriften
- Die politische und wirtschaftliche Entwicklung Vietnams nach dem Ende des Vietnam-Krieges, in: Werner Draguhn (Hrsg.), Politik und Wirtschaft in Südostasien nach dem Ende des Vietnam-Krieges, Hamburg 1977, S. 113–129
- Die Türken und Europa – Ein Nachtrag, in: Liberal, Band 42, August 2000, S. 58